# Harle huppé
Mergus serrator
Espèce
Statut de conservation UICN

 LC  : Préoccupation mineure
Le Harle huppé (Mergus serrator) est une espèce d'oiseaux palmipèdes appartenant à la famille des Anatidae. L'espèce est classée, au niveau mondial, en préoccupation mineure mais menacée au niveau européen.

## Identification

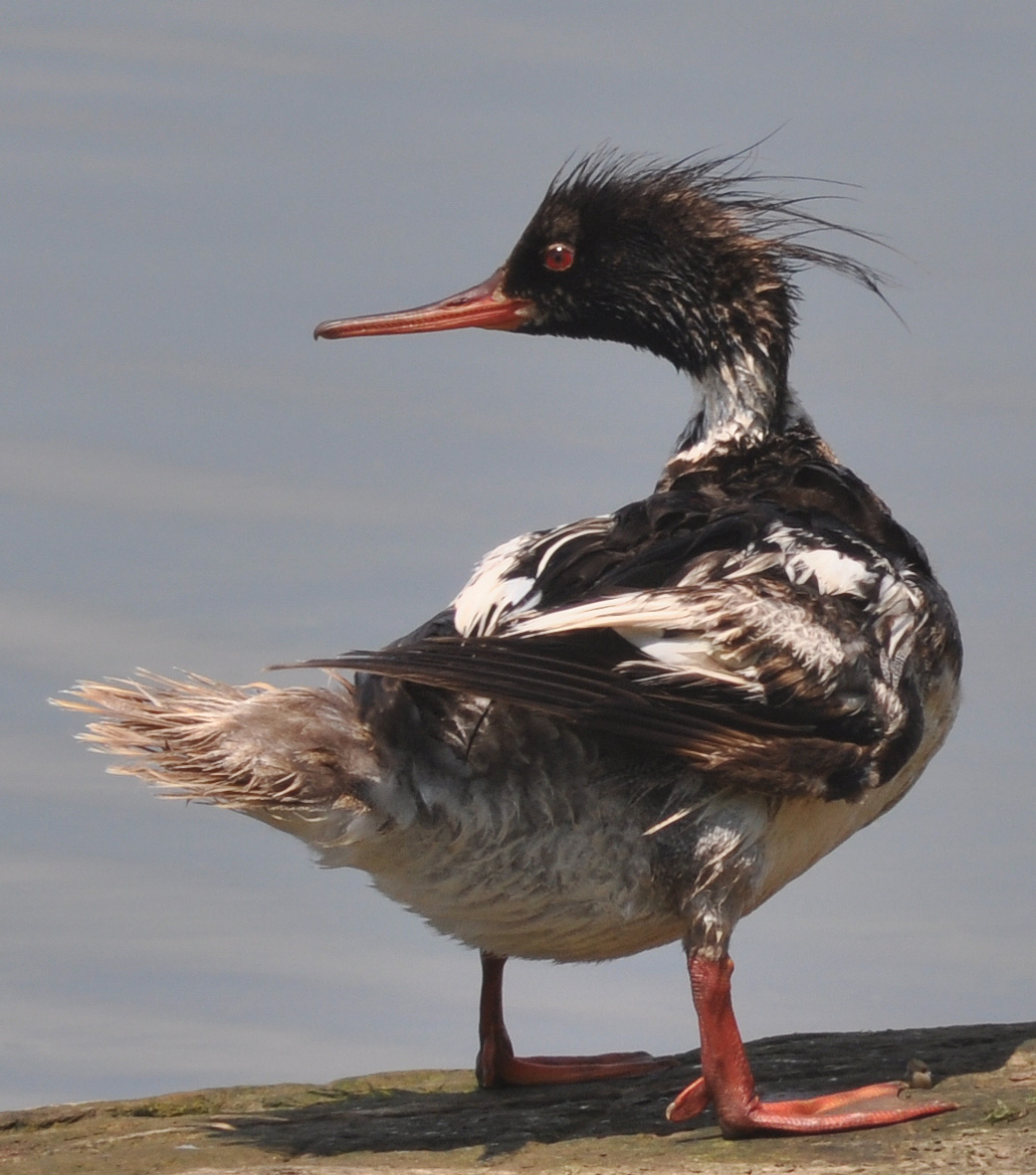
Un Harle huppé.

Le Harle huppé est un canard plongeur. Son bec effilé rouge, sa tête noire avec des reflets verts, son collier blanc et sa huppe lui confèrent un style inimitable. Le mâle est facile à reconnaître avec sa double huppe, son collier blanc et sa poitrine roussâtre tachetée de noir. Par contre, les femelles et les juvéniles ressemblent fortement à ceux du Harle bièvre. Cependant, l'observateur chevronné fera sans peine la distinction entre les deux espèces. En effet, les harles bièvres femelles et juvéniles présentent une très nette séparation entre la tête brune et le cou blanc alors que ceux du harle huppé voient le brun de la tête se fondre sans transition dans le gris du cou.
Le harle tient son nom de son habitude à nager le corps submergé (Mergus, de mergere, submerger).
Cet oiseau mesure environ 58 cm de longueur pour une envergure de 70 à 86 cm et un poids de 1 000 à 1 250 g.

## Chant
Ordinairement silencieux, le cri dissyllabique assez doux du mâle en parade répond au kokokok rauque et grognant de la femelle.

## Habitat

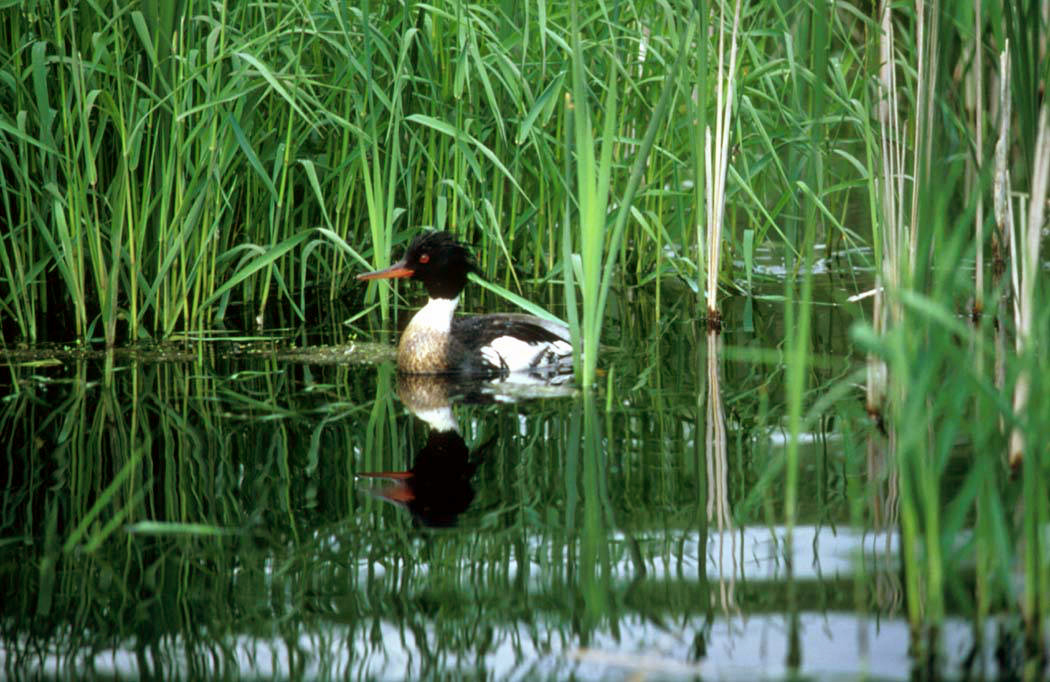

Espèce aquatique, ils préfèrent en général l'eau salée à l'eau douce. Le harle huppé se retrouve donc plutôt en bordure d'océan et sur le littoral mais aussi parfois sur la rive des grands lacs et des étangs.

## Comportements
Dès la fin de la ponte, le mâle déserte discrètement la cellule familiale pour changer son plumage. La plupart du temps, le harle huppé est muet. Il est migrateur. En hiver, il descend vers le sud à la recherche de climats plus cléments.

## Vol

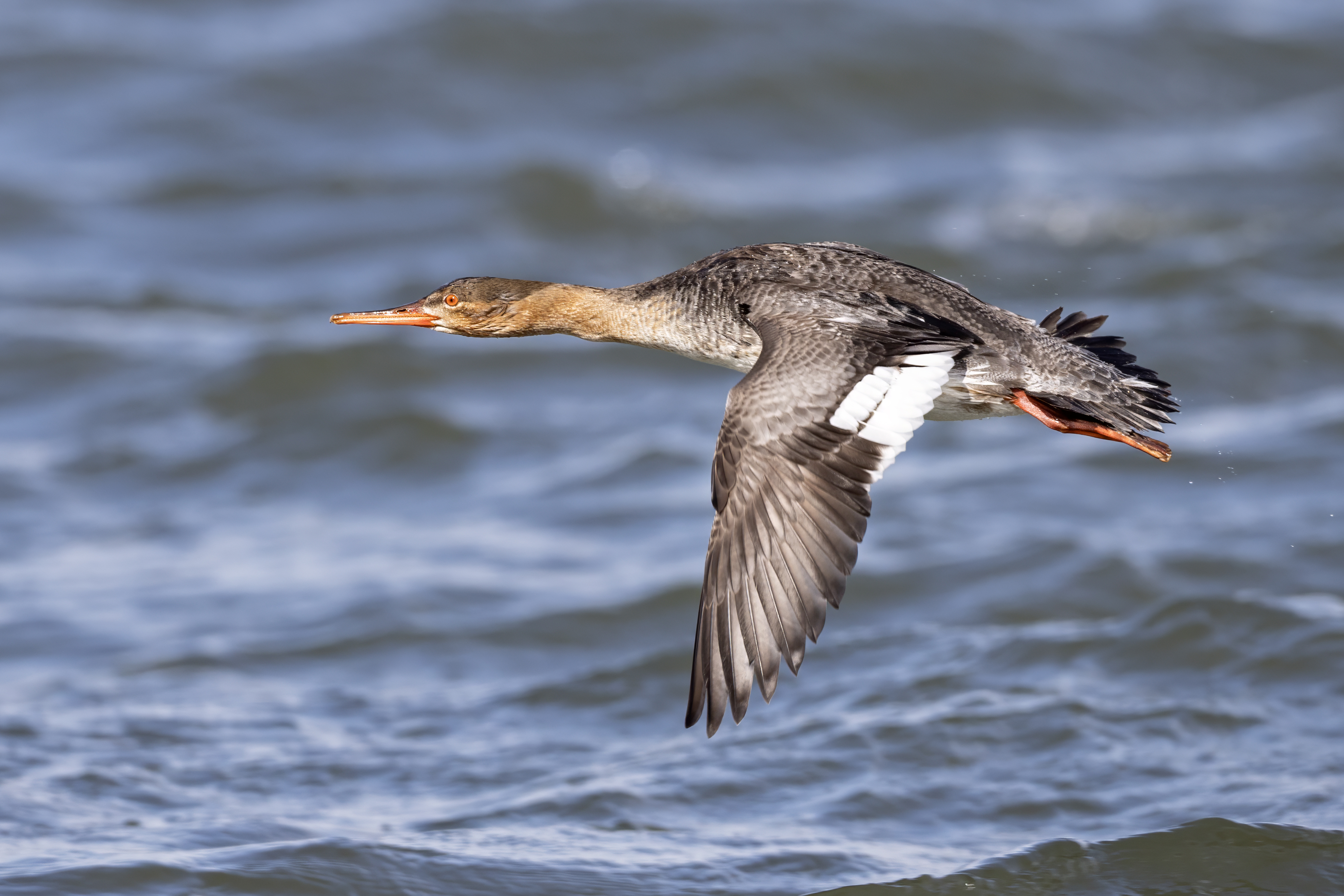
Harle huppé en vol.

Le vol des harles huppés est rapide et rectiligne, le plus souvent au ras de l'eau, cou et corps allongés avec l'impression d'avoir les ailes très en arrière du corps.

## Nidification

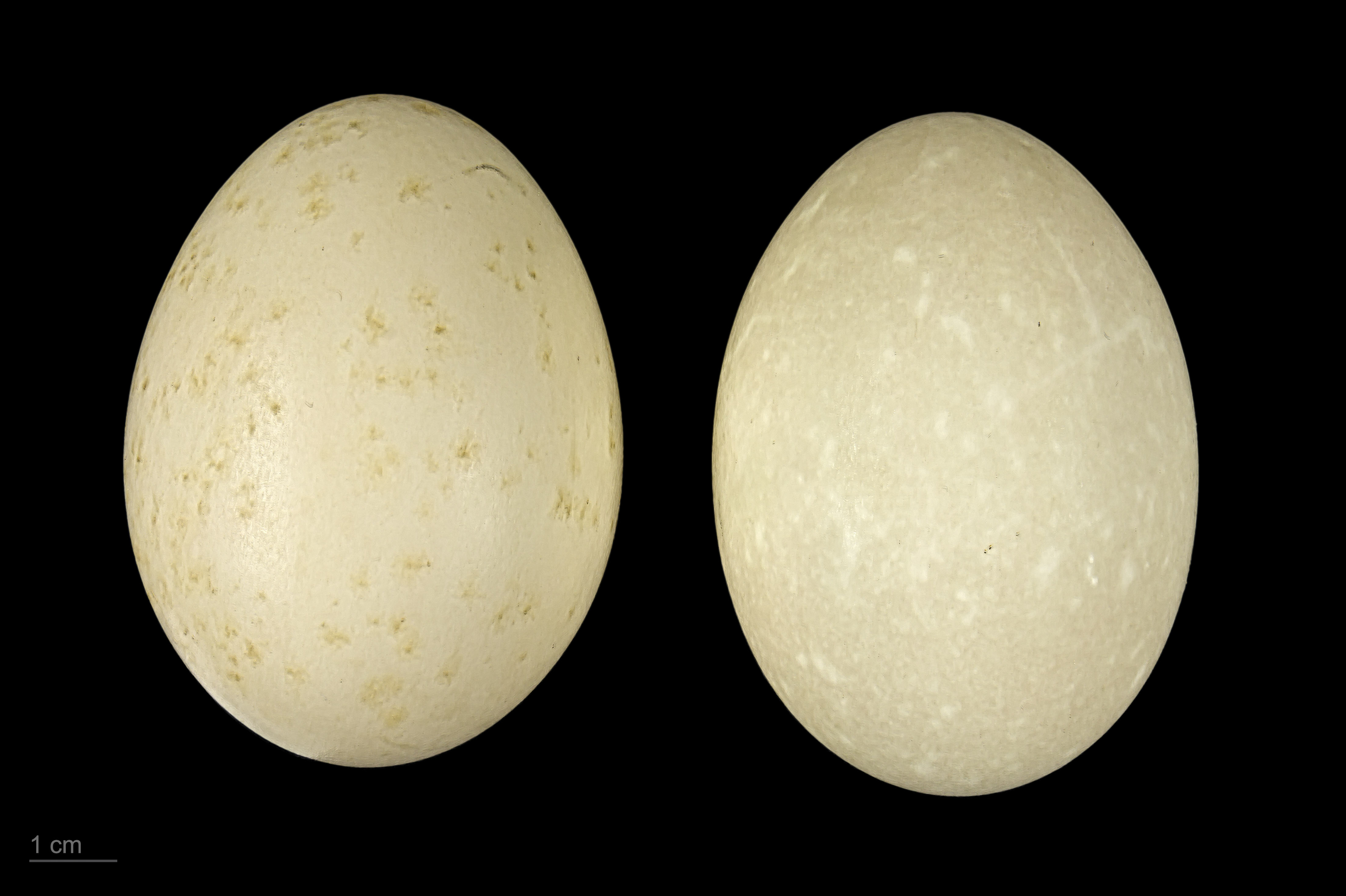
Œufs de Mergus serrator au MHNT.

Le nid est posé par terre. Les buissons, les branches basses des arbres, les cavités dans les rochers servent d'abris. La couvée est de huit œufs en moyenne et c'est la femelle qui prend en charge l'incubation qui dure un mois. Les petits sont nidifuges et se mettent à l'eau dès qu'ils sont aptes à se déplacer.

## Régime
Il se nourrit principalement de poissons mais son menu habituel comprend également des mollusques, des crustacés, des insectes aquatiques, notamment des libellules. À tous ces éléments d'origine animale, il faut ajouter de la matière végétale en quantité plus ou moins variable selon les ressources disponibles.

## Répartition

habitat permanent
habitat d'été
zone d'hivernage